# Repubblica Slovacca (1990-1992)
La Repubblica Slovacca era uno Stato federato della Repubblica Federale Ceca e Slovacca; proclamato il 1º marzo 1990, contestualmente alla dissoluzione della Repubblica Socialista Cecoslovacca, succedeva alla Repubblica Socialista Slovacca.
Il 1º gennaio 1993, per effetto dello scioglimento della Repubblica Federale Ceca e Slovacca, divenne uno Stato indipendente, la Slovacchia.